# دوديافيل (باد كاليه)
دوديافيل، باد كاليه (بالفرنسية: Doudeauville, Pas-de-Calais)‏ هي بلدية تقع في إقليم باد كاليه من منطقة نور با دو كاليه في شمال فرنسا. تبلغ مساحة هذه المدينة 13.74 (كم²)، وترتفع عن سطح البحر 85 م، يبلغ عدد سكانها 401 نسمة حسب إحصاء المعهد الوطني للإحصاء والدراسات الاقتصادية سنة 2009 م. وترأس Christian Péniguel البلدية خلال فترة (2008-2014).